# Neuviller-sur-Moselle
Neuviller-sur-Moselle é uma comuna francesa na região administrativa de Grande Leste, no departamento de Meurthe-et-Moselle. Estende-se por uma área de 6,71 km². Em 2010 a comuna tinha 247 habitantes (densidade: 36,8 hab./km²).